# Carlos André (cầu thủ bóng đá, sinh 1987)
Carlos André Santos de Jesus, hay Carlos André (sinh ngày 27 tháng 2 năm 1987) là một cầu thủ bóng đá người Brasil thi đấu cho Fátima. Anh cũng mang quốc tịch Bồ Đào Nha.

## Sự nghiệp câu lạc bộ
Anh ra mắt chuyên nghiệp tại Giải bóng đá hạng nhất quốc gia Síp cho Olympiakos Nicosia vào ngày 16 tháng 1 năm 2011 trong trận đấu trước Anorthosis Famagusta.